# Mark Aanderud
 (novembre 2016).
Mark Aanderud, né en 1976 à Mexico au Mexique est un pianiste, compositeur, arrangeur, producteur et chef d'orchestre américain.

## Biographie
Il commence l'étude du piano à l'âge de huit ans à la Escuela Nacional de Musica de Mexico et sa carrière professionnelle à 18 ans. Il est alors connu comme un pianiste et compositeur de jazz. Au fil des années, il devient un musicien éclectique et interprète, joue, compose et enregistre plusieurs genres de musique : jazz, musique classique, rock progressif et musique latine.
Son premier enregistrement en tant qu'artiste principal est le Mark Aanderud Trio 02, qui obtient le prix du meilleur album 2002, décerné par le Czech Music Awards. Aanderud enregistre et joue avec plusieurs des musiciens les plus innovants de son temps : Tim Berne, David Gilmore, Eli Degibri, Omar Rodríguez-López, Eric Reeves, Ximena Sariñana, Jonathan Kreisberg, Magos Herrera, Hernan Hecht, Agustin Bernal, Rick Parker. Il se produit dans plusieurs clubs et festivals à travers le monde : France, Allemagne, République tchèque, Espagne, Royaume-Uni, Grèce, Pays-Bas, États-Unis, Mexique, Japon, Colombie, Argentine, etc.
Durant les dernières années, il est parti en tournée internationale avec notamment la chanteuse, actrice et parolière mexicaine Ximena Sariñana, et le Omar Rodriguez-Lopez Group. Il enregistre également la partie piano de l'album Octahedron des The Mars Volta sorti en 2009. Aanderud se produit avec le Mark Aanderud Trio, le Mark Aanderud Ensemble ou encore David Gilmore.